# Rallye Italien 2011

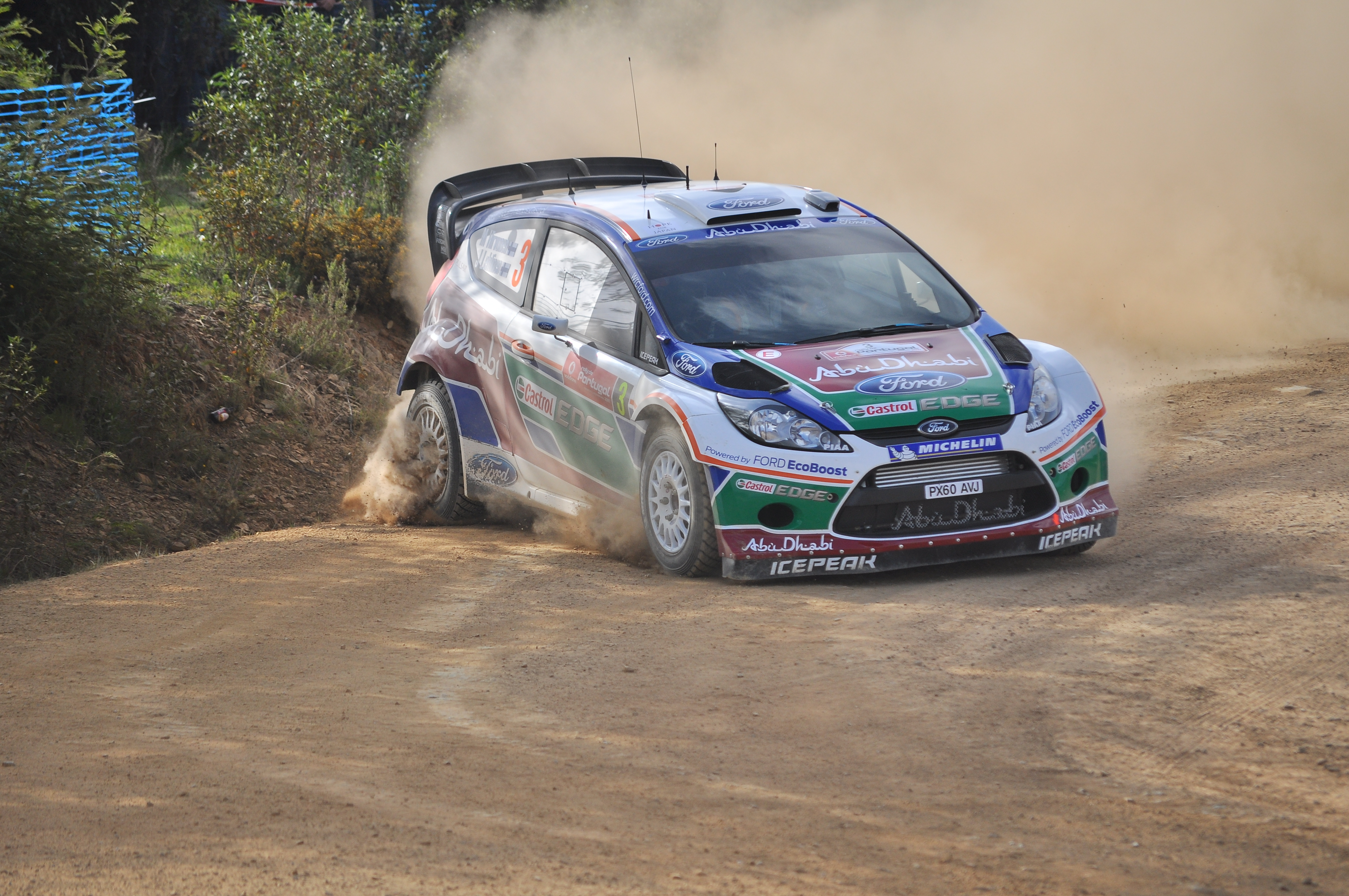
Mikko Hirvonen und Jarmo Lehtinen mit dem Ford Fiesta RS WRC

Die 8. Rallye Sardinien (offiziell Rally d’Italia Sardegna 2011) war der 5. Lauf zur Rallye-Weltmeisterschaft 2011 und ein Lauf zur Super 2000 World Rally Championship 2011 sowie zur WRC Academy 2011.

## Hintergrund
Die Rallye bestand aus 18 Wertungsprüfungen über eine Distanz von 339,7 gewerteten Kilometern. Gefahren wurde auf Schotterpisten. Das Fahrerlager befand sich in Olbia. Zur Veranstaltung waren insgesamt 64 Fahrzeuge gemeldet. Das Mini WRC Team setzte auf Sardinien erstmals seine neuen Mini John Cooper Works WRC für Daniel Sordo und Kris Meeke ein.

## Berichte

### 1. Tag (Freitag, 6. Mai)
Nach einer fehlerhaften Ansage des Beifahrers Miikka Anttila hatte Jari-Matti Latvala auf der ersten Wertungsprüfung einen Überschlag, der ihn 25 Sekunden kostete. Auf der folgenden Prüfung musste er das Auto wegen einer beschädigten Radaufhängung als Folgeschaden des Unfalls endgültig abstellen. Petter Solberg, der sich mit einer Bestzeit in WP 1 anfangs an die Spitze gesetzt hatte, verlor in WP 2 mit defektem Turbolader knapp 40 Sekunden. Daraufhin führte kurze Zeit Mikko Hirvonen, bis Sébastien Loeb in WP 4 die Führung übernahm. In der WP 7 hatte Hirvonen einen Reifenschaden, nachdem er einen Erdwall touchiert hatte. Er verlor rund 50 Sekunden. Währenddessen schied der auf Podiumskurs fahrende Stobart-Pilot Jewgeni Nowikow wegen eines Unfalls aus. Sébastien Ogier taktierte in WP 8 und ließ sich auf den vierten Gesamtrang zurückfallen, um sich eine bessere Startposition für den zweiten Tag zu verschaffen. Bis zum Tagesende hatte Loeb einen Vorsprung von über 30 Sekunden auf Solberg und über 50 Sekunden auf Hirvonen und Ogier herausgefahren.

### 2. Tag (Samstag, 7. Mai)
Unter den SupeRally-Regularien durfte Latvala am zweiten Tag wieder starten. Er gab das Tempo vor, obwohl keine Aussichten mehr auf eine der vorderen Gesamtplatzierungen bestand. Solberg fiel in WP 10 zurück nach einem Reifenschaden. Loeb hielt weiterhin die Spitze und führte nach dem zweiten Tag mit knapp einer halben Minute Vorsprung auf Hirvonen.

### 3. Tag (Sonntag, 8. Mai)
Sébastien Loeb hielt am dritten Tag den angreifenden Hirvonen hinter sich und gewann mit einem Vorsprung von 11,2 Sekunden die Rallye. Mikko Hirvonen holte die Bonuspunkte auf der Power-Stage vor Jari-Matti Latvala und Loeb. Platz drei ging an Petter Solberg im Gesamtklassement. Loeb's direkter Gegner in der Weltmeisterschaft Sébastien Ogier hatte in WP 17 eine Kollision mit einem Felsen. Dabei war eine Radaufhängung gebrochen, er verlor über eine Minute. Ott Tänak gewann die SWRC-Klasse. Insgesamt wurden 32 Fahrzeuge gewertet.

## Klassifikationen

### Endresultat
| Rang        | Fahrer                 | Beifahrer             | Auto                       | Zeit      | Rückstand | Punkte + Power-Stage |
| WRC         | WRC                    | WRC                   | WRC                        | WRC       | WRC       | WRC                  |
| ----------- | ---------------------- | --------------------- | -------------------------- | --------- | --------- | -------------------- |
| 1           | Sébastien Loeb         | Daniel Elena          | Citroën DS3 WRC            | 3:45:40,9 | 00:00.0   | 25 + 1               |
| 2           | Mikko Hirvonen         | Jarmo Lehtinen        | Ford Fiesta RS WRC         | 3:45:52,1 | 00:11,2   | 18 + 3               |
| 3           | Petter Solberg         | Chris Patterson       | Citroën DS3 WRC            | 3:46:04,7 | 00:23,8   | 15                   |
| 4           | Sébastien Ogier        | Julien Ingrassia      | Citroën DS3 WRC            | 3:47:12,4 | 01:31,5   | 12                   |
| 5           | Mads Østberg           | Jonas Andersson       | Ford Fiesta RS WRC         | 3:48:23,5 | 02:42,6   | 10                   |
| 6           | Daniel Sordo           | Carlos del Barrio     | Mini John Cooper Works WRC | 3:49:08,5 | 03:27,6   | 8                    |
| 7           | Ott Tänak              | Kuldar Sikk           | Ford Fiesta S2000          | 3:52:51,8 | 07:10,9   | 6                    |
| 8           | Juho Hänninen          | Mikko Markkula        | Škoda Fabia S2000          | 3:53:18,5 | 07:37,6   | 4                    |
| 9           | Matthew Wilson         | Scott Martin          | Ford Fiesta RS WRC         | 3:53:41,3 | 08:00,4   | 2                    |
| 10          | Martin Prokop          | Jan Tománek           | Ford Fiesta S2000          | 3:57:09,1 | 11:28,2   | 1                    |
| SWRC        |                        |                       |                            |           |           |                      |
| 1 (7)       | Ott Tänak              | Kuldar Sikk           | Ford Fiesta S2000          | 3:52:51,8 | 00:00.0   | 25                   |
| 2 (8)       | Juho Hänninen          | Mikko Markkula        | Škoda Fabia S2000          | 3:53:18,5 | 00:26,7   | 18                   |
| 3 (10)      | Martin Prokop          | Jan Tománek           | Ford Fiesta S2000          | 3:57:09,1 | 04:17,3   | 15                   |
| 4 (11)      | Nasser Al-Attiyah      | Giovanni Bernacchini  | Ford Fiesta S2000          | 3:58:14,7 | 05:22,9   | 12                   |
| 5 (16)      | Hermann Gassner junior | Katharina Wüstenhagen | Škoda Fabia S2000          | 4:06:23,4 | 13:31,6   | 10                   |
| 6 (21)      | Karl Kruuda            | Martin Järveoja       | Škoda Fabia S2000          | 4:22:45,6 | 29:53,8   | 8                    |
| 7 (24)      | Frigyes Turán          | Gábor Zsiros          | Ford Fiesta S2000          | 4:35:09,8 | 42:18,0   | 6                    |
| WRC Academy |                        |                       |                            |           |           |                      |
| 1           | Egon Kaur              | Erik Lepikson         | Ford Fiesta R2             | 3:29:39,4 | 00:00.0   | 25 + 5               |
| 2           | Miguel Baldoni         | Fernando Mussano      | Ford Fiesta R2             | 3:31:21,5 | 01:42,1   | 18                   |
| 3           | Fredrik Åhlin          | Bjorn Nilsson         | Ford Fiesta R2             | 3:32:21,7 | 02:42,3   | 15                   |
| 4           | Jan Černý              | Pavel Kohout          | Ford Fiesta R2             | 3:46:22,3 | 16:42,9   | 12                   |
| 5           | Brendan Reeves         | Rhianon Smyth         | Ford Fiesta R2             | 3:47:02,5 | 17:23,1   | 10 + 2               |
| 6           | Andrea Crugnola        | Michele Ferrara       | Ford Fiesta R2             | 3:47:13,3 | 17:33,9   | 8 + 2                |
| 7           | Miko-Ove Niinemäe      | Timo Kasesalu         | Ford Fiesta R2             | 4:01:44,6 | 32:05,2   | 6                    |
| 8           | Craig Breen            | Gareth Roberts        | Ford Fiesta R2             | 4:03:43,6 | 34:04,2   | 4 + 4                |

1. 1 2  Bonuspunkte für Platzierung auf der Power Stage.
2. ↑  Für die Wertung der WRC Academy wurden nur die ersten zwei Tage der Rallye berücksichtigt. Die Fahrer platzierten sich daher nicht in der Gesamtwertung.
3. 1 2 3 4  Bonuspunkte für WP-Bestzeiten innerhalb der Klasse WRC Academy.

### Wertungsprüfungen
| Tag                                | WP                                 | Name                  | Länge    | Start MESZ         | Gewinner                                      | Beifahrer                                     | Auto               | Zeit    | Ø km/h | Leader         |
| ---------------------------------- | ---------------------------------- | --------------------- | -------- | ------------------ | --------------------------------------------- | --------------------------------------------- | ------------------ | ------- | ------ | -------------- |
| Tag 1 (6. Mai)                     | WP1                                | Lago Omodeo 1         | 10,21 km | 09:33              | Petter Solberg                                | Chris Patterson                               | Citroën DS3 WRC    | 05:59,2 | 102,33 | Petter Solberg |
| Tag 1 (6. Mai)                     | WP2                                | Monte Grighini Nord 1 | 21,32 km | 10:25              | Mikko Hirvonen                                | Jarmo Lehtinen                                | Ford Fiesta RS WRC | 14:59,1 | 85,37  | Mikko Hirvonen |
| Tag 1 (6. Mai)                     | WP3                                | Alta Marmilla 1       | 14,34 km | 11:26              | Sébastien Loeb Sébastien Ogier Petter Solberg | Daniel Elena Julien Ingrassia Chris Patterson | Citroën DS3 WRC    | 09:37,8 | 89,35  | Mikko Hirvonen |
| Tag 1 (6. Mai)                     | WP4                                | Monte Grighini Sud 1  | 19,66 km | 12:09              | Sébastien Loeb                                | Daniel Elena                                  | Citroën DS3 WRC    | 13:45,6 | 85,73  | Sébastien Loeb |
| Tag 1 (6. Mai)                     | Service Olbia, 13:02 Uhr (15 Min.) |                       |          |                    |                                               |                                               |                    |         |        | Sébastien Loeb |
| Tag 1 (6. Mai)                     | WP5                                | Monte Grighini Nord 2 | 21,32 km | 13:46              | Mikko Hirvonen                                | Jarmo Lehtinen                                | Ford Fiesta RS WRC | 14:32,6 | 87,96  | Sébastien Loeb |
| Tag 1 (6. Mai)                     | WP6                                | Alta Marmilla 2       | 14,34 km | 14:47              | Sébastien Loeb                                | Daniel Elena                                  | Citroën DS3 WRC    | 09:18,4 | 92,45  | Sébastien Loeb |
| Tag 1 (6. Mai)                     | WP7                                | Monte Grighini Sud 2  | 19,66 km | 15:30              | Sébastien Loeb                                | Daniel Elena                                  | Citroën DS3 WRC    | 13:17,0 | 88,80  | Sébastien Loeb |
| Tag 1 (6. Mai)                     | WP8                                | Lago Omodeo 2         | 10,21 km | 17:04              | Mikko Hirvonen                                | Jarmo Lehtinen                                | Ford Fiesta RS WRC | 05:58,6 | 102,50 | Sébastien Loeb |
| Tag 1 (6. Mai)                     | Service Olbia, 20:00 Uhr (45 Min.) |                       |          |                    |                                               |                                               |                    |         |        | Sébastien Loeb |
| Tag 2 (7. Mai)                     |                                    |                       |          |                    |                                               |                                               |                    |         |        | Sébastien Loeb |
| Service Olbia, 08:00 Uhr (15 Min.) |                                    |                       |          |                    |                                               |                                               |                    |         |        | Sébastien Loeb |
| WP9                                | Coiluna 1                          | 29,35 km              | 09:29    | Jari-Matti Latvala | Miikka Anttila                                | Ford Fiesta RS WRC                            | 07:39,9            | 99,69   |        | Sébastien Loeb |
| WP10                               | Monte Lerno 1                      | 27,97 km              | 10:36    | Jari-Matti Latvala | Miikka Anttila                                | Ford Fiesta RS WRC                            | 18:06,2            | 92,70   |        | Sébastien Loeb |
| WP11                               | Su Filigosu 1                      | 14,21 km              | 11:15    | Jari-Matti Latvala | Miikka Anttila                                | Ford Fiesta RS WRC                            | 08:59,8            | 94,77   |        | Sébastien Loeb |
| Service Olbia, 12:55 Uhr (30 Min.) |                                    |                       |          |                    |                                               |                                               |                    |         |        | Sébastien Loeb |
| WP12                               | Coiluna 2                          | 29,35 km              | 14:39    | Sébastien Ogier    | Julien Ingrassia                              | Citroën DS3 WRC                               | 17:13,8            | 102,21  |        | Sébastien Loeb |
| WP13                               | Monte Lerno 2                      | 27,97 km              | 15:46    | Jari-Matti Latvala | Miikka Anttila                                | Ford Fiesta RS WRC                            | 17:41,0            | 94,90   |        | Sébastien Loeb |
| WP14                               | Su Filigosu 2                      | 14,21 km              | 16:25    | Jari-Matti Latvala | Miikka Anttila                                | Ford Fiesta RS WRC                            | 08:44,0            | 97,63   |        | Sébastien Loeb |
| Service Olbia, 17:45 Uhr (45 Min.) |                                    |                       |          |                    |                                               |                                               |                    |         |        | Sébastien Loeb |
| Tag 3 (8. Mai)                     |                                    |                       |          |                    |                                               |                                               |                    |         |        | Sébastien Loeb |
| Service Olbia, 06:00 Uhr (15 Min.) |                                    |                       |          |                    |                                               |                                               |                    |         |        | Sébastien Loeb |
| WP15                               | Gallura 1                          | 8,24 km               | 06:50    | Jari-Matti Latvala | Miikka Anttila                                | Ford Fiesta RS WRC                            | 06:28,9            | 76,28   |        | Sébastien Loeb |
| WP16                               | Monte Olia                         | 24,50 km              | 08:03    | Jari-Matti Latvala | Miikka Anttila                                | Ford Fiesta RS WRC                            | 17:50,7            | 82,38   |        | Sébastien Loeb |
| WP17                               | Terranova                          | 24,60 km              | 08:41    | Petter Solberg     | Chris Patterson                               | Citroën DS3 WRC                               | 17:26,4            | 84,63   |        | Sébastien Loeb |
| Service Olbia, 10:49 Uhr (30 Min.) |                                    |                       |          |                    |                                               |                                               |                    |         |        | Sébastien Loeb |
| WP18                               | Gallura 2                          | 8,24 km               | 12:00    | Mikko Hirvonen     | Jarmo Lehtinen                                | Ford Fiesta RS WRC                            | 06:15,2            | 79,06   |        | Sébastien Loeb |
| Service Olbia, 13:00 Uhr (10 Min.) |                                    |                       |          |                    |                                               |                                               |                    |         |        | Sébastien Loeb |

### Gewinner Wertungsprüfungen
| WP          | Anzahl | Fahrer             | Auto               |
| ----------- | ------ | ------------------ | ------------------ |
| 9–11, 13–16 | 7      | Jari-Matti Latvala | Ford Fiesta RS WRC |
| 2, 5, 8, 18 | 4      | Mikko Hirvonen     | Ford Fiesta RS WRC |
| 3, 4, 6, 7  | 4      | Sébastien Loeb     | Citroën DS3 WRC    |
| 1, 3, 17    | 3      | Petter Solberg     | Citroën DS3 WRC    |
| 3, 12       | 2      | Sébastien Ogier    | Citroën DS3 WRC    |

### Fahrer-WM nach der Rallye
| Pos. | Fahrer             | Punkte |
| ---- | ------------------ | ------ |
| 1    | Sébastien Loeb     | 100    |
| 2    | Mikko Hirvonen     | 93     |
| 3    | Sébastien Ogier    | 81     |
| 4    | Jari-Matti Latvala | 68     |
| 5    | Petter Solberg     | 46     |

### Team-Weltmeisterschaft
| Pos. | Team               | Punkte |
| ---- | ------------------ | ------ |
| 1    | Citroën WRT        | 167    |
| 2    | Ford WRT           | 150    |
| 3    | Stobart WRT        | 61     |
| 4    | Petter Solberg WRT | 37     |